# Filip Vujanović
Filip Vujanović (Филип Вујановић) (n. 1 septembrie 1954 în Belgrad, Serbia) este actualul președinte al Republicii Muntenegru. Între 5 februarie 1998 și 8 ianuarie 2003, Vujanović a fost prim-ministrul Muntenegrului, parte atunci a Republicii Federative Iugoslavia. În alegerile prezidențiale din decembrie 2002, Vujanović a câștigat 86% din vot, dar alegerea a fost invalidă din cauză că mai puțin de 50% din electorat a venit la urne. Alegeri noi au fost ținute în februarie 2003, când Vujanović a primit 81% din vot, dar iarăși mai puțin de 50% din electorat s-a prezentat la vot. La alegerile din mai 2003, dânsul a devenit președintele Republicii Muntenegru, cu 64% din vot. În 2006, când s-a dizolvat Uniunea Statală Serbia și Muntenegru, Vujanović a devenit primul președinte a Republicii Muntenegru independente.
1. ↑  Filip Vujanovic, Munzinger Personen, accesat în 9 octombrie 2017
2. ↑  Filip Vujanović, Brockhaus Enzyklopädie, accesat în 9 octombrie 2017